# Vanhankylänmaa
Vanhankylänmaa är en ö i Finland. Den ligger i Finska viken och i kommunen Kotka i den ekonomiska regionen  Kotka-Fredrikshamn i landskapet Kymmenedalen, i den södra delen av landet. Ön ligger omkring 23 kilometer sydöst om Kotka och omkring 120 kilometer öster om Helsingfors.
Öns area är 64,7 hektar och dess största längd är 1,7 kilometer i sydväst-nordöstlig riktning. Ön höjer sig omkring 25 meter över havsytan.